# إيجيبت سات - 1
إيجيبت سات-1 هو أول قمر صناعي مصري للاستشعار عن بعد (خارج الخدمة حاليا). تم تصنيع القمر بالتعاون بين الهيئة القومية للاستشعار عن بعد وعلوم الفضاء في مصر ومكتب تصميم يجنوى الأوكراني وتم إطلاقه من على متن صاروخ دنيبر-1 في 17 إبريل 2007 من قاعدة باكينور لإطلاق الصواريخ بكازاخستان. فقد الاتصال به في 22 أكتوبر 2010 وتم استبداله ب إيجيبت سات - 2 .
أطلق القمر ضمن برنامج الفضاء المصري والذي يهدف إلى تطوير استخدامات تكنولوجيا فضاء في مصر. والذي يهدف أيضا لاكتساب وتوطين تكنولوجيا صناعة الفضاء في مصر ليصبح لها دورها ومكانها المناسب في هذا المجال.

## التعاقد على تصميم القمر
أعلنت مصرعن مناقصة في عام 2001 لتصنيع أول قمر صناعي، يضمن تعليم وتدريب خبرات مصرية بحيث تستطيع الاستمرار في برنامج الفضاء، وقد تقدمت العديد من الدول بعروض لتصنيع أول قمر مصري، وقد تقدمت كل من بريطانيا، الإتحاد الروسي، إيطاليا، كوريا وأوكرانيا بعروض لبناء القمر ووقع الاختيار علي أوكرانيا. وقد قبلت أوكرانيا الشرط المصري في أن يشارك العلماء المصريين في كل مراحل تصنيع القمر ليتسني لهم بعد ذلك صناعة أقمار بجهود مصرية خالصة، وقد تم بالفعل تصنيع ثاني قمر فضائي 'إيجيبت سات-2, وقد تم عقد مفواضات بين الهيئة القومية للاستشعار عن بعد وعلوم الفضاء ووكالة الفضاء الإيطالية بشأن تصنيع القمر ديزرت سات (desert sat)
في 24 أكتوبر 2001 تم توقيع على عقد تصميم وتصنيع وإطلاق ونقل تكنولوجيا القمر الصناعي مصرسات-1 بالتعاون مع مكتب تصميم يجنوى الأوكراني.
وقد استغرق تنفيذ هذا المشروع خمس سنوات منذ فبراير 2002.
وفق عقد مع أوكرانيا لتصميم وتنفيذ وإطلاق هذا القمر بغرض اكتساب الخبرة ونقل المعرفة الخاصة بهذه التكنولوجيا من خلال تدريب ومشاركة ما يقرب من 60 مهندسا مصريا في هذا العمل خلال مراحله المختلفة والحصول على كافة الوثائق العلمية الخاصة بالمشروع ونقل تكنولوجيا صناعة بعض مكونات القمر.
وتم من خلال التعاقد نقل عدد من التكنولوجيات المتخصصة لمكونات القمر مثل:
عجلة العزوم، المستشعر الشمسي، مقياس المغناطيسية، المحرك المغناطيسي، الحاسب المحمول، جهاز استقبال وإرسال نظام الاتصالات بالقمر، نماذج هيكل القمر، كاميرا الأشعة تحت الحمراء.

## مواصفات القمر
يعتبر إيجيبت سات-1 «ميكروستلايت» حيث يزن تقريبا 100 كجم ويحمل جهازين استشعار، جهاز استشعار يعمل بالأشعة تحت الحمراء وجهاز استشعار متعدد الأطياف multi-spectrum. ومن خلال التمايز الحرارى بين مختلف المواد المكونة للطبيعة أو ما يعرف (بالحرارة النوعية) فان لكل مادة في الطبيعة قدرة على امتصاص حرارة الشمس بمقدار معين ثم عند حلول الظلام تبدء في إطلاق الطاقة الحرارية بطريقة تختلف فيما بينها وبالتالى يمكن للمستشعرات الحرارية الحصول على صور واضحة أثناء الظلام الدامس وملونة ولكنها ليست الالوان الحقيقية للمواد انما صور تتدرج ما بين الأحمر والأزرق أو صور خضراء وسوداء أو بدرجات الرمادية.وعموما ايا كانت الالوان المستخدمة فهي تقرء من قبل المختص ويتم تحليلها إلى معلومات قيمة سواء كانت تطبيقات عسكرية أو مدنية حيث ان من خلالها يمكن قياس المساحات الزراعية بدقة بل من الممكن أيضا تحديد أنواع المحاصيل الزراعية ومساحات حقول كلا منها وكذلك رصد التيارات البحرية والتسربات النفطية.
تستطيع الكاميرا الخاصة بالقمر تصوير الأجسام حتى دقة 8 متر (المسافة بين جسمين على الأرض) ومع أن هذه ليست دقة عالية إلا أن جهاز الاستشعار متعدد الأطياف يعطي مميزات إضافية وخصوصا للاستخدامات الإستراتيجية والعسكرية.
ويدور القمر حول الكرة الأرضية مرة كل 90 دقيقة منها أربع مرات يوميا فوق محطات الاتصال الأرضية المصرية وعلى ارتفاع 668 كيلومترا، ويصور في كل مرة شريطا مساحته 46 كيلو مترا ليصور مصر كلها بمعدل 70 مرة كل يوما.

## الجدل حول القمر
أدعت وسائل الإعلام الإسرائيلية وعدد من المسؤولين العسكريين الإسرائيليين أن القمر المصري هو قمر صناعي تجسسي، هدفه التجسس على إسرائيل وجمع معلومات عسكرية عنها.
وقد ذكرت صحيفة «جيروزاليم بوست» على لسان «تال إنبار» المسؤول الرفيع في معهد «فيشر» الإسرائيلى لدراسات الجو والفضاء الإستراتيجية في هرتزليا، قال ان إطلاق القمر المصري هو تغير هام وذو دلالة على توازن القدرات الفضائية في الشرق الأوسط. وأضاف أنه سيمكن مصر من جمع المعلومات الاستخبارية عن إسرائيل. وأضاف «تال إنبار» قائلا أن مصر بهذا تعلن أنها تقود المنطقة في تكنولوجيا الأقمار الصناعية فمع أن إسرائيل تمتلك تكنولوجيا فضائية متقدمة إلا أنها لا تملك قدرات الاستشعار متعدد الأطياف الموجودة في القمر الصناعي المصري.

## أطلاق القمر
تم إطلاق القمر من على متن الصاروخ الروسي «دنيبر-1» في 17 أبريل 2007 من قاعدة باكينور لإطلاق الصواريخ بكازاخستان، بعد تأجيل موعد إطلاقه مرتين، أما تكلفة التشغيل فتكلف مصر 35 مليون دولار سنويا.

## تكلفة الأنشاء والتشغيل
تكلف القمر 21 مليون دولار، من بينها 6 ملايين دولار تكلفة الإنشاء، و11 مليون دولار أبحاثا ورواتب وإقامة للخبراء والمهندسين، و3 ملايين دولار تأمينا

## فقدان الاتصال بالقمر
في 22 أكتوبر 2010 صرح «أيمن الدسوقى» رئيس «هيئة الاستشعار عن بعد» لجريدة المصري اليوم، بفقدان السيطرة على القمر الصناعي واختفائه من أجهزة المراقبة في موقع التحكم، وقال إن المهندسين يحاولون التقاط القمر مرة أخرى، وإعادته إلى مداره، مشيرا إلى أن إعادة التحكم في القمر قد تحدث في أية لحظة، وأن فقدان السيطرة عليه كان قد حدث مرتين من قبل، واستطاعت الهيئة التقاطه بعدهما، ولعل السبب هو نفاد الطاقة من بطاريات وهناك تحليلات مختلفة لاختفاء هذا القمر ومنها احتمالية تعرضه لاحد أسلحة الميكروييف الإسرائيلية والتي تجرى عليها تجارب على التوازى في ثلاث دول منذ عقود في أمريكا وروسيا وإسرائيل ويؤدى استخدام هذا السلاح ضد القمر الصناعي إلى اعطاب المستشعرات واحراقها تماما واحراق كل المكونات الإلكترونية في اللوحات (البوردات) وكذلك إلى فقدان الاتصال مع المحطات الأرضية وإذا كان الشعاع قوى بما يكفي فيمكنه ان يزيح القمر ولو سنتيمترات عن مساره.وبالتالى يدفعه إلى دخول الغلاف الجوى ليحترق أو يكتسب تسارع باتجاه الفضاء الخارجي إلى الابد. .